# Арцимович, Виктор Антонович
Ви́ктор Анто́нович Арцимо́вич (1820—1893) — русский государственный деятель, тобольский (1854—1858) и калужский (1858—1862) губернатор, с 1862 — сенатор; действительный тайный советник. Активный участник «великих реформ» 1860-х годов.

## Биография
Родился 1 (13) мая 1820 года в Белостоке. Принадлежал к польскому дворянскому роду, по вероисповеданию был католиком, но миросозерцание его складывалось в русской среде.
Успешно окончив курс в Училище правоведения, он поступил на службу в Правительствующий Сенат. Трижды участвовал в сенаторских ревизиях, благодаря чему имел возможность ознакомиться с ходом дел в административных и судебных учреждениях нескольких губерний Европейской и Азиатской России. Работал под руководством М. Н. Жемчужникова в Сенатской ревизии 1843—1844 гг. по проверке Таганрогского градоначальства.
В 1854 году Виктор Антонович Арцимович был назначен тобольским губернатором. Предшественники его оставили губернию в крайне расстроенном виде. При отдаленности края, беззастенчивое взяточничество и игнорирование закона получили здесь особенно широкое развитие; в канцеляриях лежали без движения целые склады бумаг; самые элементарные нужды общественного благоустройства оставались неудовлетворенными; административный произвол нередко выливался в форму дикого самодурства. С первого же дня своего вступления в должность Арцимович принялся искоренять самые вопиющие безобразия; но ему связывала руки канцелярия генерал-губернатора Западной Сибири. В. А. Арцимович писал «Власть начальника губернии здесь находится в параличе… Здесь привыкли не уважать губернаторскую власть, и голос его ничтожен». Предав суду наиболее зарвавшихся коррупционеров, Арцимович дал движение целому ряду нерешённых дел, заботился об улучшении тюрем, больниц, внешнего благоустройства городов. По его инициативе в 1857 году начали выходить «Тобольские губернские ведомости».
В 1858 году он был переведён на должность калужского губернатора. Время пребывания в Калуге, по выражению П. Н. Обнинского, «может считаться кульминационным пунктом его общественной деятельности».
Через год после своего назначения на должность принимал в Калуге пленённого на Кавказе Шамиля.
Конец 1850-х годов — время подготовки и осуществления крестьянской реформы в России, и ему представлялась возможность во всю ширь развернуть свои дарования. Главная масса калужских дворян представляла собой сплоченную корпорацию, твёрдо стоявшую на почве своих сословных интересов и проявлявшую «большую проницательность и замечательную последовательность и стойкость в достижении своих целей» (А. А. Корнилов). Отсюда вытекала необходимость вести постоянную борьбу за крестьянские интересы. Во время заседаний дворянского комитета Арцимович избегал формального вмешательства в ход прений и только нравственным своим влиянием поддерживал либеральное меньшинство.
После выхода манифеста 19 февраля Виктор Антонович Арцимович принял энергичные меры к тому, чтобы по всем деревням одновременно и по возможности скорее была объявлена воля императора, и чтобы ознакомление с «Положением» не вызвало среди крестьян никаких недоразумений. Самой трудной задачей было проведение крестьянской реформы в жизнь. Заслуга Арцимовича в этом отношении заключалась прежде всего в том, что он устранил из списка кандидатов в мировые посредники тех лиц, которые были наиболее угодны дворянской партии, и подобрал людей с университетским образованием, одушевленных желанием служить народному благу.
Как председатель губернского присутствия, он способствовал правильному юридическому освещению важных принципиальных вопросов: так, например, губернское присутствие распубликовало циркуляр, разъяснявший, что неисполнение крестьянами обязательств по отношению к помещикам должно считаться гражданским правонарушением и не может служить поводом к уголовному преследованию. На настойчивые требования дворян о присылке войск для укрощения крестьян, не желавших выходить на полевые работы, губернское присутствие неизменно постановляло, что до принятия репрессивных мер необходимо прибегнуть к мировому разбирательству.
Мировым посредникам приходилось вести тяжелую борьбу: по словам П. Н. Обнинского, «им приходилось отвоевывать каждую пядь отводимой в надел земли, отстаивать всякий рубль сбавляемого с неё оброка». Озлобление среди дворян достигло крайней степени: мировых посредников они называли «шайкой разбойников», губернатора — «атаманом». Про Арцимовича говорилось и писалось, что он потворствует бунтовщикам и «развивает в крестьянах тлетворную мысль отрицания прав собственности». Во главе кампании стояли генерал-майор С. И. Мальцов, которому губернатор не позволил самовольно заковывать в кандалы своих рабочих, и лидер крепостников Д. И. Потулов. Пользуясь связями в высших сферах, недоброжелатели всячески пытались дискредитировать Арцимовича при дворе в Санкт-Петербурге. В августе 1861 года, по представлению министра внутренних дел П. А. Валуева, в Калужскую губернию был послан для производства ревизии сенатор Капгер. Ревизия закончилась полной реабилитацией губернатора; все действия его были признаны вполне законными и достойными поощрения. Тем не менее Валуев в конце 1862 года настоял на удалении Арцимовича из Калуги.
Назначенный 10 декабря 1862 года сенатором в Москву (в тот же день произведён в тайные советники), он в 1864 году, против своего желания, был отправлен в Царство Польское для участия в проведении внутренних реформ. Здесь он занимал место вице-президента в Государственном совете, члена учредительного комитета, председателя юридической комиссии. Он был, однако, лишен возможности действовать согласно своим убеждениям, так как у него постоянно возникали принципиальные столкновения с Н. А. Милютиным; в частности Арцимович был противником политики, сводившейся к подавлению национальных особенностей, а в разрешении крестьянского вопроса он стоял на почве закона, между тем как другие видели в наделении крестьян землей средство привлечь массу на сторону русского правительства, и считали возможным подчинять юридические соображения политическим.
В конце 1865 году отношения до того обострились, что Арцимович подал прошение об отставке. Из Польши он перешёл в только что учрежденный уголовный кассационный департамент Сената, где предстояло впервые, без помощи прецедентов, дать толкование Судебным уставам. Всецело проникшись духом нового законодательного акта, он стойко охранял его от искажений. В течение 12 лет, до своей смерти, он был первенствующим сенатором в I департаменте; 15 мая 1883 года был произведён в действительные тайные советники.
Умер 2 (14) марта 1893 года в Петербурге. Был похоронен на Выборгском католическом кладбище; могила уничтожена.

## Награды
- Орден Святой Анны 2-й степени с императорской короной (1853).
- Орден Святого Станислава 1-й степени (1860).
- Орден Святой Анны 1-й степени (1862).
- Орден Святого Владимира 2-й степени (1864).
- Орден Белого орла (1866).
- Орден Святого Александра Невского (1875, бриллиантовые знаки к этому ордену — 1881).
- Орден Святого Владимира 1-й степени (1891).